# 25368 Gailcolwell
A 25368 Gailcolwell (ideiglenes jelöléssel 1999 TQ96) a Naprendszer kisbolygóövében található aszteroida. A LINEAR projekt keretében fedezték fel 1999. október 2-án.